# Popis hrvatskih veleposlanika u Libanonu
Republika Hrvatska i Libanonska Republika održavaju diplomatske odnose od 5. prosinca 1994. Sjedište veleposlanstva je u Kairu.

## Veleposlanici
Hrvatska nema rezidentno veleposlanstvo u Libanonu. Stoga Veleposlanstvo Republike Hrvatske u Arapskoj Republici Egipat osim Libanona pokriva:
- Bahrein,
- Džibuti,
- Eritreja,
- Etiopiju,
- Irak,
- Jemen,
- Jordan,
- Saudijsku Arabiju,
- Siriju,
- Sudan i
- Ujedinjene Arapske Emirate.[3]

| Veleposlanik     | Postavljenje       | Opoziv              | Sjedište |
| ---------------- | ------------------ | ------------------- | -------- |
| Daniel Bučan     | 26. srpnja 1995.   | 1. kolovoza 1998.   | Kairo    |
| Drago Štambuk    | 31. ožujka 1999.   | 31. listopada 2000. | Kairo    |
| Ivica Tomić      | 7. veljače 2002.   | 14. studenoga 2005. | Kairo    |
| Dražen Margeta   | 16. ožujka 2006.   | 31. prosinca 2010.  | Kairo    |
| Darko Javorski   | 14. svibnja 2012.  | 30. lipnja 2017.    | Kairo    |
| Tomislav Bošnjak | 21. prosinca 2017. |                     | Kairo    |

## Vanjske poveznice
- Libanon na stranici MVEP-a